# 毛利匡満
毛利 匡満（もうり まさみつ）は、江戸時代中期の大名。長門国長府藩9代藩主。

## 経歴
8代藩主・毛利匡敬（重就）の長男として長府にて誕生。幼名は文之助。
宝暦元年（1751年）5月3日、父が本家長州藩の藩主となったために4歳で長府藩主となった。宝暦11年（1761年）12月に叙任する。「明和御条目」などによる藩法制定などを始めとする藩政改革に尽力したが、明和6年（1769年）8月13日に22歳で若死にした。嗣子はなく、跡を弟の匡芳が継いだ。法号は浄雲院殿宝山有道大居士。墓所は下関市長府の功山寺、東京都港区高輪の泉岳寺。

## 系譜
- 父：毛利匡敬（重就）（1725-1789）
- 母：利尾（?-1803） - 練心院、飯田存直の娘
- 正室：民姫（?-1769） - 麗章院、溝口直温の次女
- 養子
男子：毛利匡芳（1758-1792） - 毛利重就の五男